# Mariano Barbasán
Mariano Barbasán Lagueruela (Saragozza, 3 febbraio 1864 – Saragozza, 22 luglio 1924) è stato un pittore spagnolo di pittura di genere e paesaggi urbani in stile realista, che venne successivamente influenzato dalla pittura impressionista.

## Biografia
Mariano Barbasán nacque il 3 febbraio 1864 a Saragozza, Spagna. Dal 1880 al 1887 frequentò la Real Academia de Bellas Artes de San Carlos di Valencia, dove strinse amicizia con Joaquín Sorolla. Dopo la laurea si trasferì a Madrid e aderì alla pittura storica specializzandosi in scene riguardanti la storia di Toledo, che visitava spesso. Realizzò anche alcune scene tratte dalla letteratura e presentò la sua interpretazione della Notte di Valpurga dal Faust di Goethe all'Esposizione Nazionale di Belle Arti di Spagna.
Nel 1889, grazie al suo dipinto "Giuseppe interpreta il sogno del capocoppiere del faraone", ricevette un pensionamento dalla Deputazione provinciale di Saragozza  per proseguire gli studi presso l'Accademia di Spagna a Roma, dove si trasferì lo stesso anno. Mentre era lì, dipinse principalmente paesaggi e scene di vita rurale.
Una volta a Roma iniziò a viaggiare verso i paesi di Subiaco e Anticoli Corrado, dove si trasferì nel 1892. Una volta lì si mise a rappresentare la vita quotidiana dei luoghi, prediligendo la tecnica impressionista En plein air. Nonostante questo tenne frequenti esposizioni delle sue opere in Germania, Austria e Inghilterra, ma non in Spagna, la sua patria, dove era poco conosciuto. Nel 1912 visse per un breve periodo a Montevideo dove supervisionò due mostre delle sue opere.
Rimase a Anticoli Corrado fino al 1921, quando la sua salute cominciò a peggiorare. Ritornò in Spagna, dove prese una cattedra presso l'Academia de Bellas Artes de San Luis di Saragozza, recentemente diventata vacante a causa della morte del pittore Francisco Pradilla. Due anni dopo tenne la sua prima mostra retrospettiva, questa volta in Spagna, al Mercato Centrale di Saragozza. Morì l'anno dopo a Saragozza, all'età di 60 anni e venne sepolto al Cimitero del Torrero.
Nel 1925, suo figlio organizzò una nuova mostra assai più curata che contribuì a consolidare la sua reputazione in Spagna.

## Galleria d'immagini

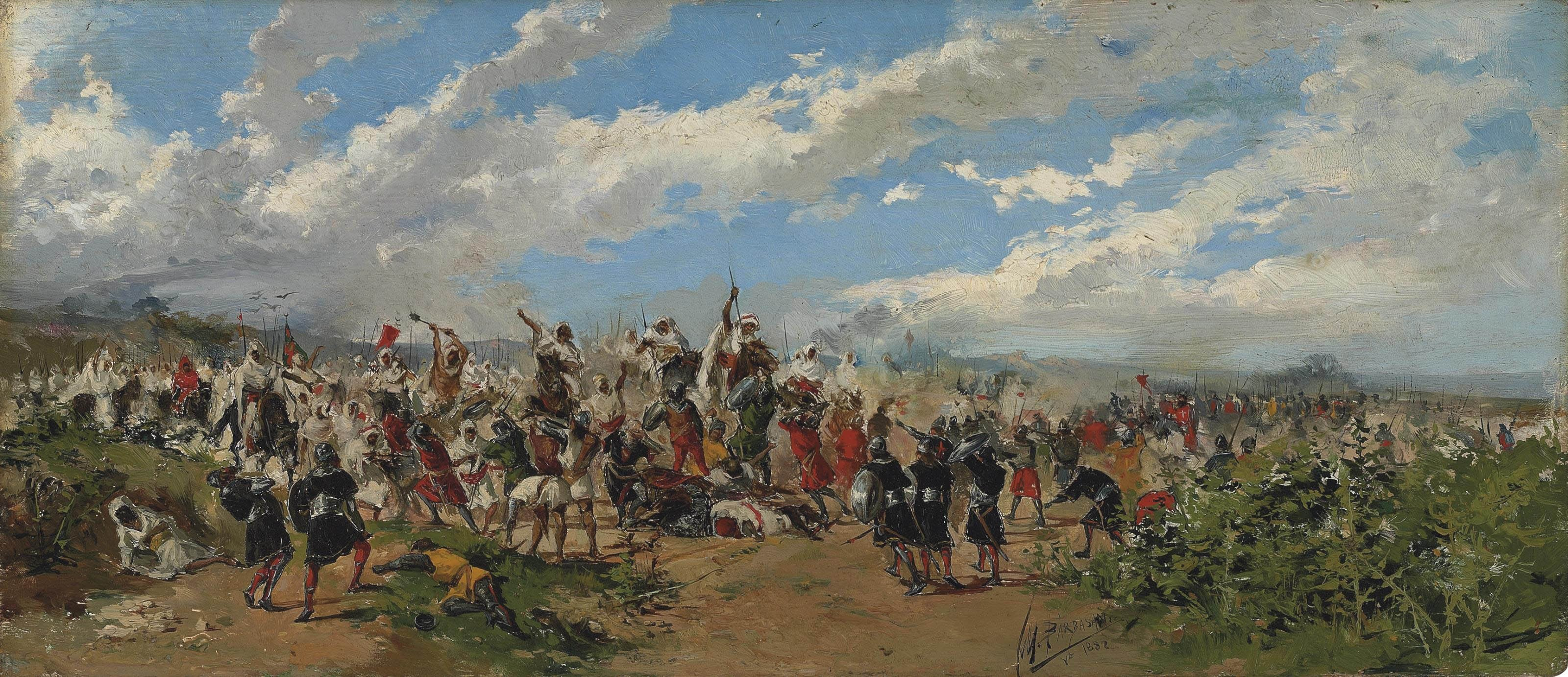
La Battaglia del Guadalete, 17 luglio 711 (1882), Collezione privata
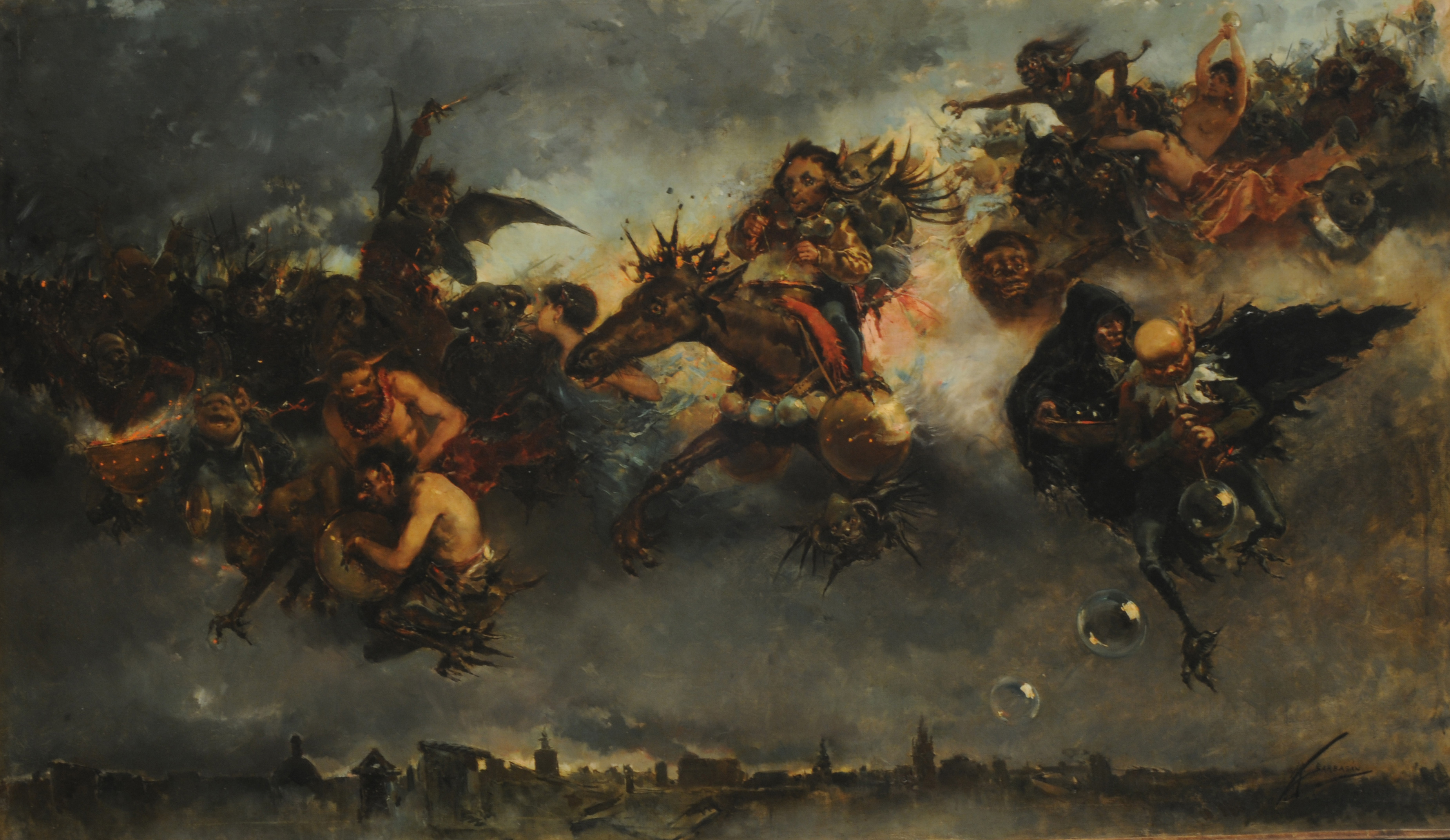
La notte di Valpurga (1887), Museo Nazionale delle Belle Arti di Buenos Aires, Argentina
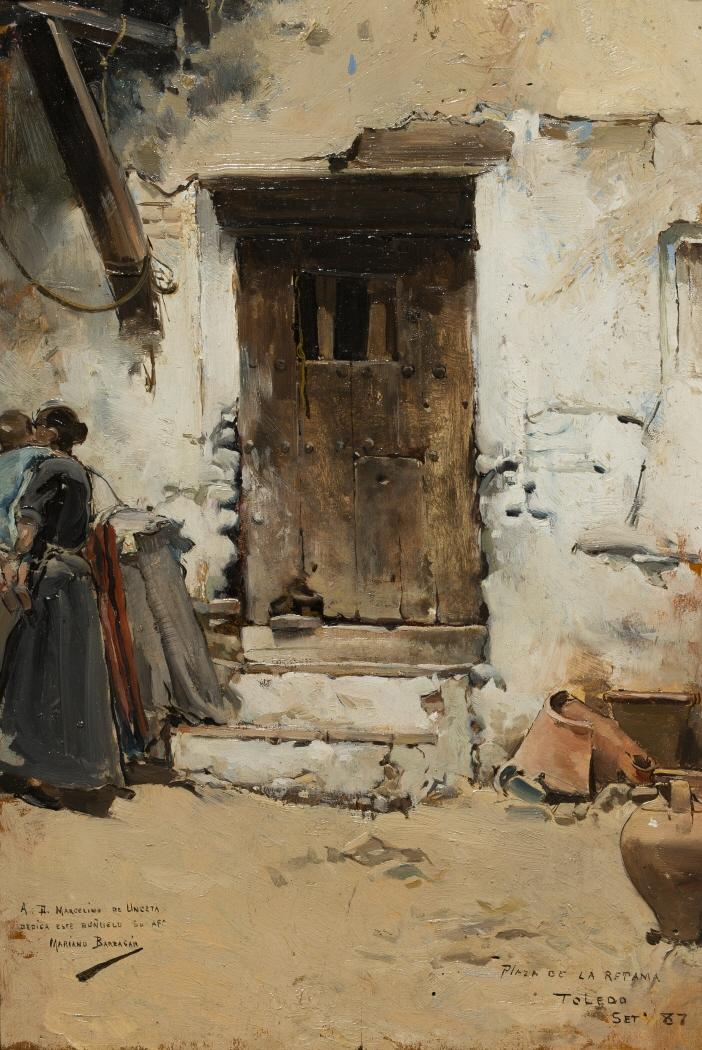
La Plaza de la Retama a Toledo (1887), Museo di Saragozza, Spagna
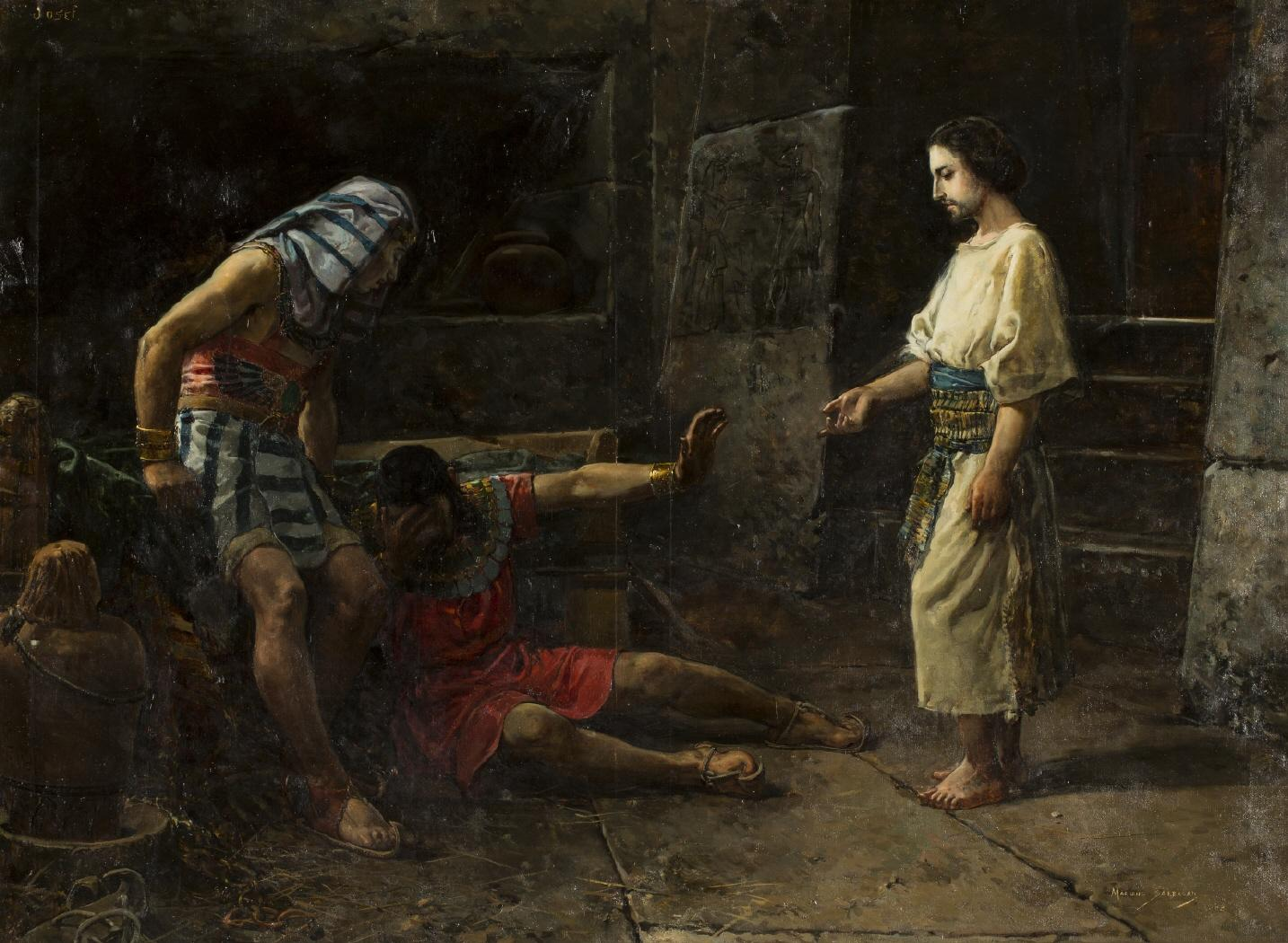
Giuseppe interpreta il sogno del capocoppiere del faraone (1888), Museo di Saragozza, Spagna
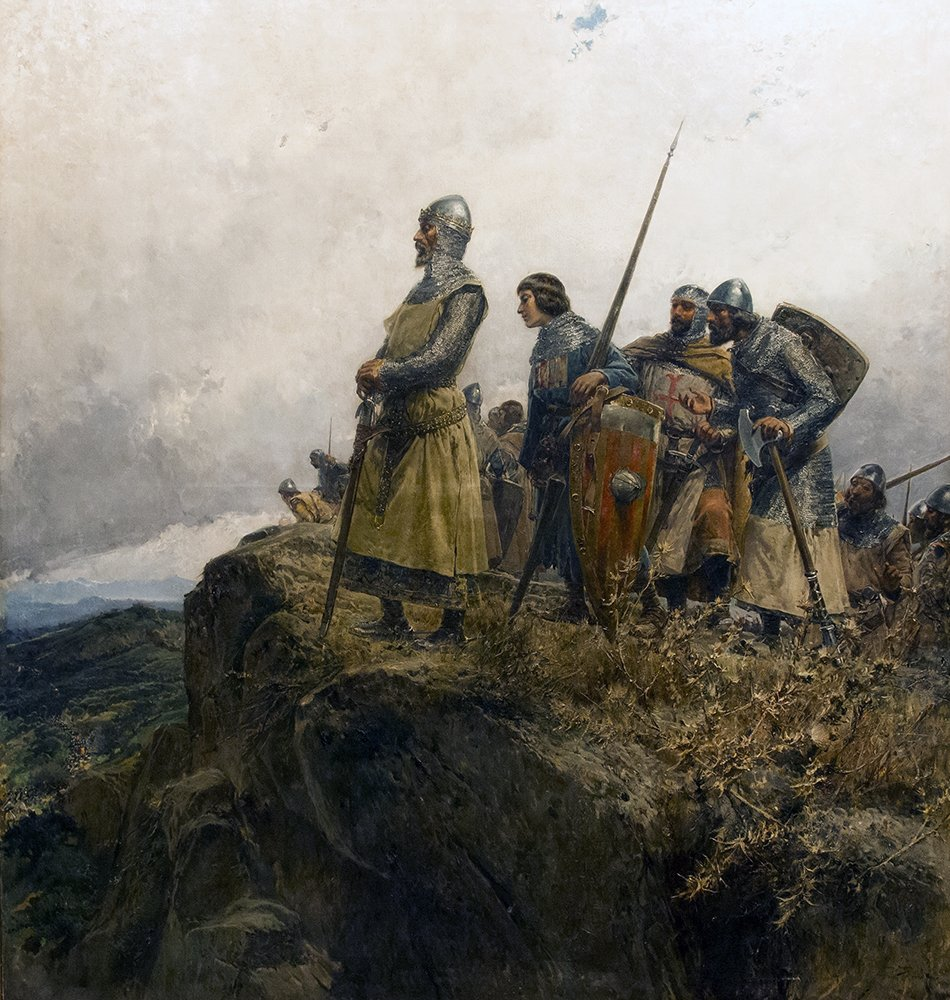
Pietro III d'Aragona al Colle di Panissars (1891), Deputazione provinciale di Saragozza, Spagna
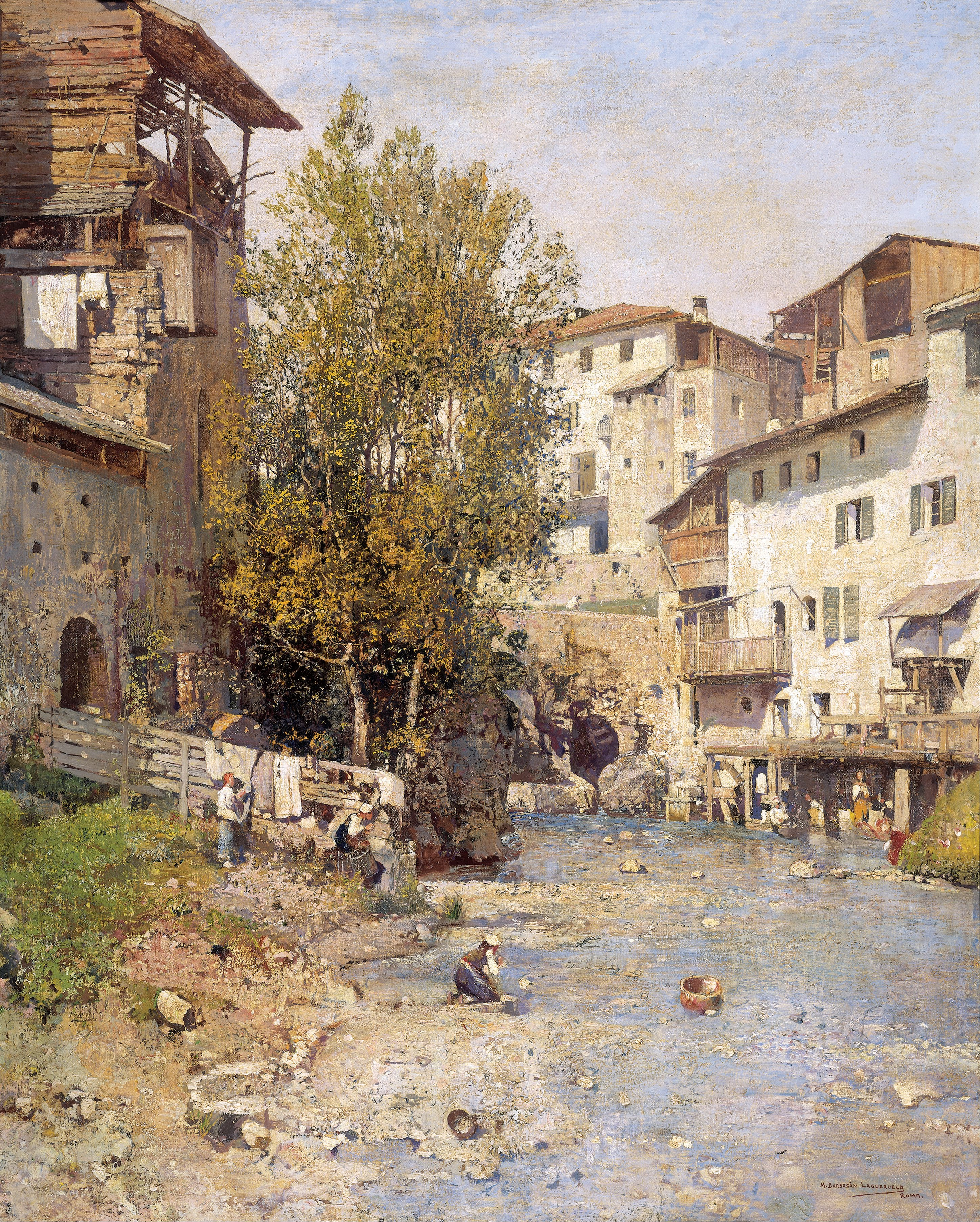
Paesaggio con villaggio alla periferia di Roma (1905), Madrid, Fundación Banco Santander
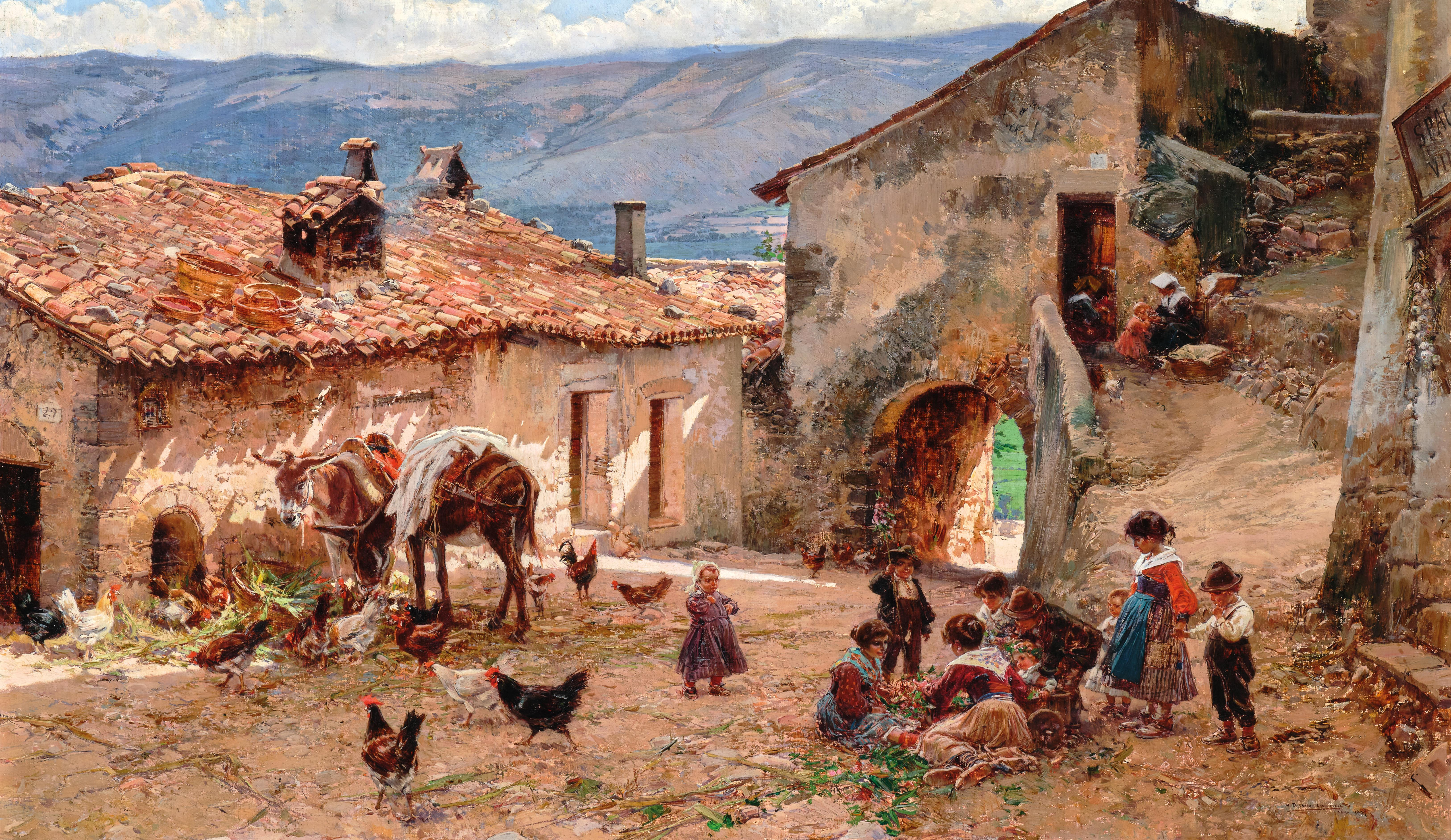
Bambini che giocano in un cortile di Anticoli Corrado (1907), Collezione privata
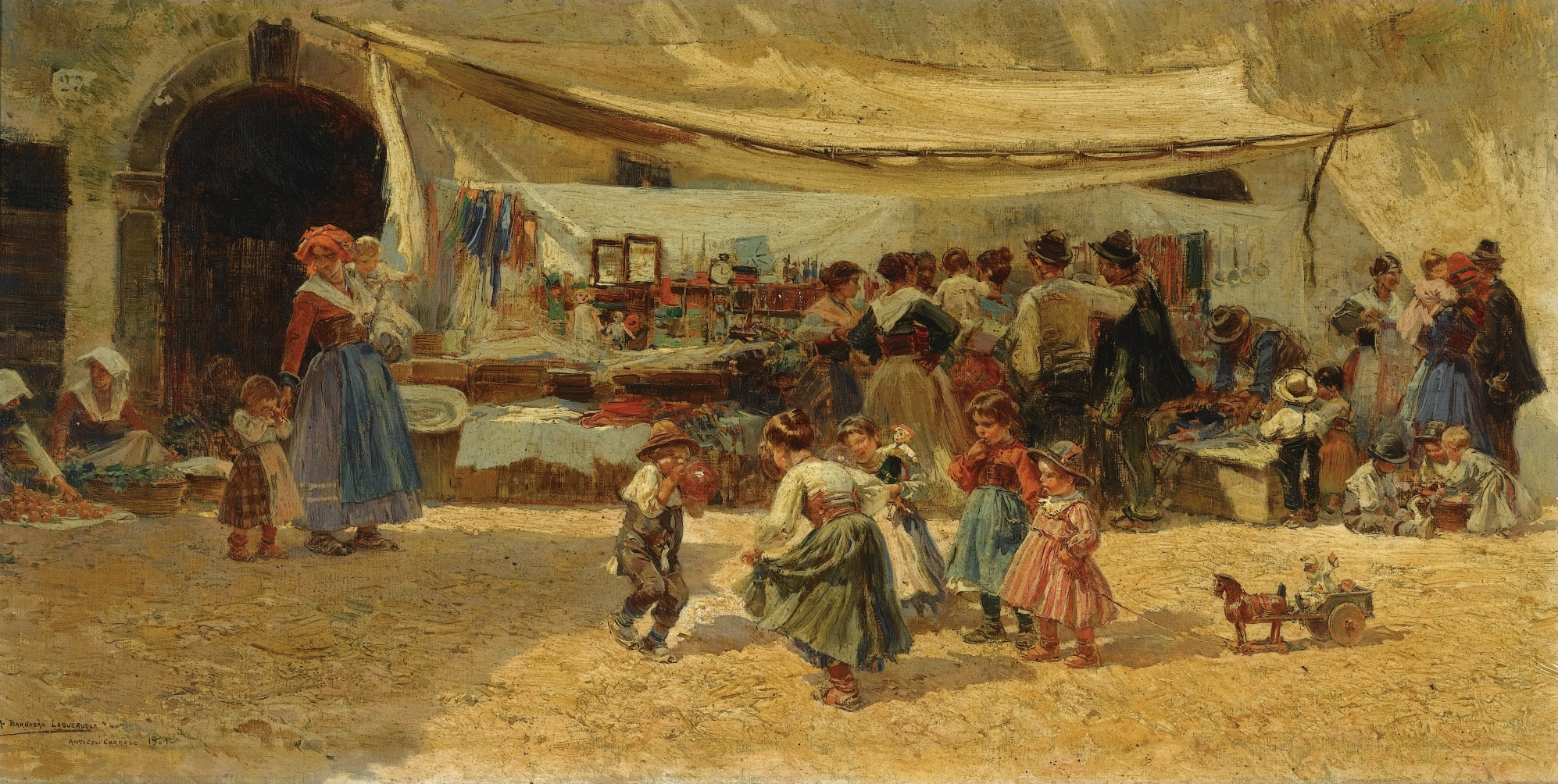
Il mercato in Anticoli Corrado (1909), Collezione privata
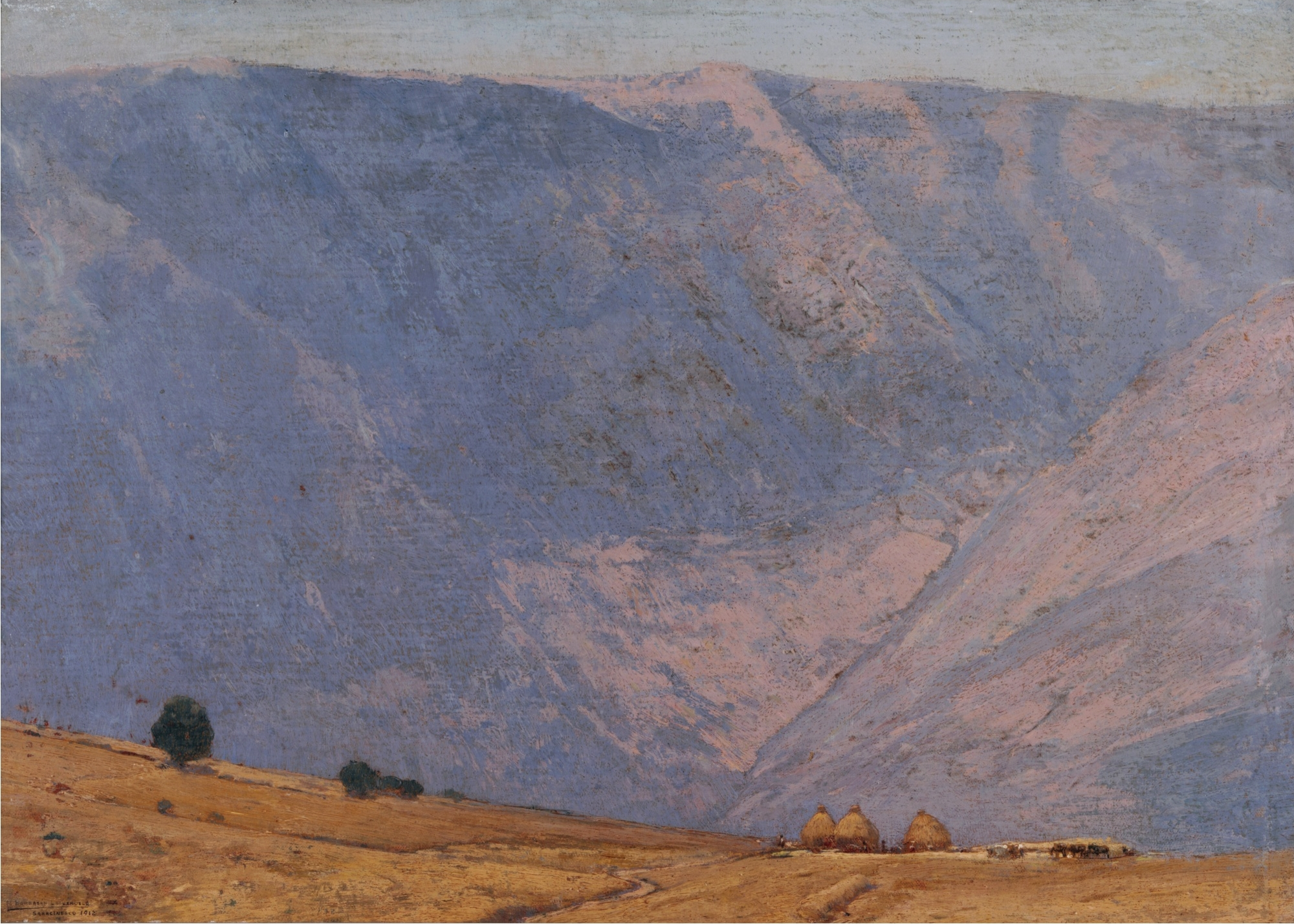
Paesaggio di Saracinesco (1912), Collezione privata
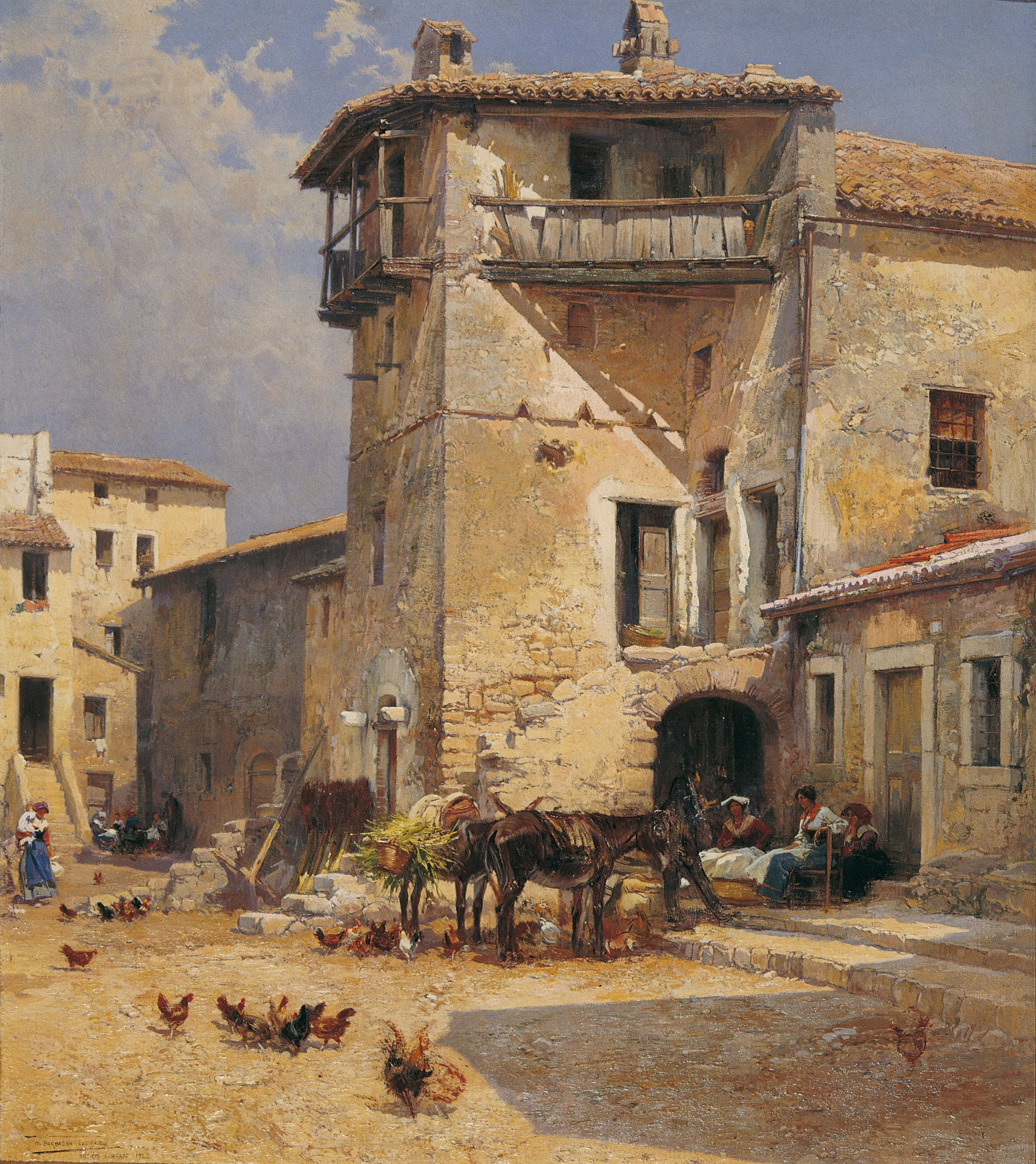
La piazza di Anticoli Corrado (1922), Museo di Saragozza, Spagna